# Trachurus
A Trachurus a csontos halak (Osteichthyes) főosztályának a sugarasúszójú halak (Actinopterygii) osztályába, ezen belül a sügéralakúak (Perciformes) rendjébe és a tüskésmakréla-félék (Carangidae) családjába tartozó nem.

## Rendszerezés
A nembe az alábbi 14 faj tartozik:
- Trachurus capensis Castelnau, 1861
- Trachurus declivis (Jenyns, 1841)
- Trachurus delagoa Nekrasov, 1970
- Trachurus indicus Nekrasov, 1966
- Trachurus japonicus (Temminck & Schlegel, 1844)
- Trachurus lathami Nichols, 1920
- Trachurus longimanus (Norman, 1935)
- földközi-tengeri fattyúmakréla (Trachurus mediterraneus) (Steindachner, 1868)
- Trachurus murphyi Nichols, 1920
- Trachurus novaezelandiae Richardson, 1843
- fattyúmakréla (Trachurus picturatus) (Bowdich, 1825)
- Trachurus symmetricus (Ayres, 1855)
- Trachurus trachurus (Linnaeus, 1758) - típusfaj
- Trachurus trecae Cadenat, 1950